# Les Signes parmi nous
Les Signes parmi nous est un roman de Charles-Ferdinand Ramuz publié en 1919.

## Historique
Les Signes parmi nous est un roman de Charles-Ferdinand Ramuz (1878 † 1947), publié en juin 1919 par les Éditions des Cahiers vaudois.
Après Le Règne de l'esprit malin et La Guérison des maladies, Ramuz continue une série de romans où il invente et découvre des mythes  paysans mettant en scène des forces cosmiques, le Bien et le Mal, le jeu entre la vie et la mort. Suivront Terre du ciel (1921) et Présence de la mort (1922).

## Résumé
Ce 31 juillet 1918, Caille, un colporteur biblique, longe le lac et arrive au village... « et partout les Signes se levaient autour de lui » : La guerre... la grippe espagnole commence à toucher les jeunes, les vieux et même le docteur... deux, quatre, cinq morts... la grève des ouvriers de la verrerie... l'orage qui gronde... l'Apocalypse... la fin.
C'était seulement un gros orage. En Champagne, les Alliés ont avancé de 7 kilomètres, fait 25 000 prisonniers. Caille va reprendre la route, car le Seigneur a encore été miséricordieux...

## Éditions en français
- Les Signes parmi nous, publié en deux cahiers daté de juin 1919 par les Éditions des Cahiers vaudois, à Lausanne.
- Les Signes parmi nous, nouvelle version datée de 1931 aux Éditions Grasset, à Paris.
- Les Signes parmi nous, datée de 1941 dans le dixième volume des Œuvres complètes aux Éditions Mermod, à Lausanne.